# والتر ونینگ
والتر ونینگ (انگلیسی: Walter Venning؛ ۱۸۸۲
– ۱۹ ژوئن ۱۹۶۴) فرد نظامی اهل بریتانیا بود. وی برندهٔ جوایزی همچون صلیب نظامی شده‌است.
او افسر و مدیر ارتش بریتانیا بود که در هر دو جنگ جهانی خدمت کرد. او که به خاطر شایستگی‌اش به عنوان یک مدیر شناخته می‌شد، از سال ۱۹۳۹ تا ۱۹۴۲ به عنوان سرگروهبان کل نیروها و از سال ۱۹۴۲ تا ۱۹۴۵ به عنوان مدیر کل مأموریت تدارکات بریتانیا در واشنگتن دی سی خدمت کرد.